# Aiyegun Tosin
Aiyegun Tosin, né le 26 juin 1998 à Lagos au Nigeria, est un footballeur international béninois qui évolue au poste d'avant-centre au FC Lorient. Il possède également la nationalité nigériane.

## Biographie

### FK Ventspils
Originaire du Nigeria, Aiyegun Tosin commence sa carrière professionnelle en Lettonie, avec le club du FK Ventspils. Il joue son premier match le 11 mars 2017, lors d'une rencontre de championnat face au FK Metta. Il entre en jeu et le match est remporté par son équipe sur le score de deux buts à zéro.
Le 15 avril 2017, il se met en évidence en étant l'auteur d'un triplé en championnat, sur la pelouse du SK Babīte. Toutefois, ce résultat ne sera pas comptabilisé, puisque le SK Babīte se verra exclu du championnat, à la suite d'une fraude sur des paris.
Le 17 mai 2017, Tosin participe à la finale de la coupe de Lettonie avec le FK Ventspils, face au Riga FC. Il ouvre le score lors de cette partie où les deux équipes se neutralisent dans le temps réglementaire (2-2), puis son équipe remporte le trophée à la suite de la séance de tirs au but. Il obtient ainsi son premier trophée.
En octobre 2018, il participe à l'édition suivante de la finale de la coupe de Lettonie, également face au Riga FC, mais cette-fois c'est son équipe qui s'incline aux tirs au but.
Lors de la saison 2018, il se met en évidence en inscrivant un total de 14 buts en championnat. Il est notamment l'auteur de deux doublés cette saison là.

### FC Zurich
Le 2 septembre 2019, Aiyegun Tosin est recruté par le club suisse du FC Zurich. Il joue son premier match sous ses nouvelles couleurs le 22 septembre suivant, lors d'une rencontre de championnat face au FC Thoune. Il est titularisé ce jour-là et se fait remarquer en inscrivant également son premier but, permettant à son équipe de s'imposer (2-0).
Le 25 juin 2020, il marque son premier doublé dans le championnat de Suisse, sur la pelouse du FC Saint-Gall, permettant à son équipe de l'emporter sur le large score de quatre buts à zéro. Il inscrit un total de sept buts en Super League lors de la saison 2019-2020. Il se blesse au genou à la fin de ce mois de juin, ce qui le tient éloigné des terrains pendant plusieurs mois. Il fait son retour à la compétition le 26 septembre 2020, en entrant en jeu à la place de Fabian Rohner lors d'un match de championnat face au FC Lugano (2-2 score final).

### FC Lorient
Le 25 juillet 2023, Aiyegun Tosin rejoint la France afin de s'engager en faveur du FC Lorient. Il signe un contrat de quatre ans, soit jusqu'en juin 2027,.

### En sélection
Aiyegun Tosin est né au Nigeria d'un père nigérian et d'une mère béninoise. Il est ainsi éligible pour représenter ces deux pays. En 2022 il décide de représenter le pays de sa mère et est convoqué pour la première fois par l'équipe nationale du Bénin. Il honore sa première sélection le 24 mars 2022, à l'occasion d'un match amical face au Liberia. Titularisé ce jour-là, il se fait remarquer en inscrivant également son premier but en sélection, et son équipe l'emporte par quatre buts à zéro. Il est de nouveau buteur lors de sa deuxième sélection, le 27 mars suivant, contre la Zambie. Il entre en jeu et permet à son équipe de s'imposer (1-2 score final).

## Statistiques

### Statistiques détaillées
| Saison                | Club                  | Championnat           | Championnat | Championnat | Championnat | Coupe(s) nationale(s) | Coupe(s) nationale(s) | Coupe(s) nationale(s) | Compétition(s) continentale(s) | Compétition(s) continentale(s) | Compétition(s) continentale(s) | Compétition(s) continentale(s) | Total | Total | Total |
| Saison                | Club                  | Division              | M.          | B.          | P.d.        | M.                    | B.                    | P.d.                  | Comp.                          | M.                             | B.                             | P.d.                           | M.    | B.    | P.d.  |
| 2017                  | FK Ventspils          | Virslīga              | 20          | 6           | 2           | 5                     | 2                     | 0                     | C3                             | 2                              | 0                              | 0                              | 27    | 8     | 2     |
| 2018                  | FK Ventspils          | Virslīga              | 27          | 13          | 8           | 2                     | 0                     | 0                     | C3                             | 4                              | 1                              | 3                              | 33    | 14    | 11    |
| 2019                  | FK Ventspils          | Virslīga              | 23          | 11          | 3           | -                     | -                     | -                     | C3                             | 6                              | 2                              | 2                              | 29    | 13    | 5     |
| Sous-total            | Sous-total            | Sous-total            | 70          | 30          | 13          | 7                     | 2                     | 0                     | -                              | 12                             | 3                              | 5                              | 89    | 35    | 18    |
| 2019-2020             | FC Zurich             | Super League          | 18          | 7           | 2           | 1                     | 0                     | 0                     | -                              | -                              | -                              | -                              | 19    | 7     | 2     |
| 2020-2021             | FC Zurich             | Super League          | 24          | 6           | 0           | -                     | -                     | -                     | -                              | -                              | -                              | -                              | 24    | 6     | 0     |
| 2021-2022             | FC Zurich             | Super League          | 22          | 6           | 4           | -                     | -                     | -                     | -                              | -                              | -                              | -                              | 22    | 6     | 4     |
| 2022-2023             | FC Zurich             | Super League          | 27          | 12          | 2           | 2                     | 3                     | 0                     | C1+C3                          | 2+9                            | 0+1                            | 0+1                            | 40    | 16    | 3     |
| Sous-total            | Sous-total            | Sous-total            | 91          | 31          | 8           | 3                     | 3                     | 0                     | -                              | 11                             | 1                              | 1                              | 105   | 35    | 9     |
| 2023-2024             | FC Lorient            | Ligue 1               | 19          | 2           | 0           | 1                     | 0                     | 0                     | -                              | -                              | -                              | -                              | 20    | 2     | 0     |
| 2024-2025             | FC Lorient            | Ligue 2               | 26          | 3           | 8           | 1                     | 1                     | 1                     | -                              | -                              | -                              | -                              | 27    | 4     | 9     |
| 2025-2026             | FC Lorient            | Ligue 1               | -           | -           | -           | -                     | -                     | -                     | -                              | -                              | -                              | -                              | 0     | 0     | 0     |
| Sous-total            | Sous-total            | Sous-total            | 45          | 5           | 8           | 2                     | 1                     | 1                     | -                              | -                              | -                              | -                              | 47    | 6     | 9     |
| Total sur la carrière | Total sur la carrière | Total sur la carrière | 206         | 66          | 29          | 12                    | 6                     | 1                     | -                              | 23                             | 4                              | 6                              | 241   | 76    | 36    |

### En sélection nationale
| Saison                | Sélection             | Phases finales        | Phases finales | Phases finales | Phases finales | Éliminatoires | Éliminatoires | Éliminatoires | Matchs amicaux | Matchs amicaux | Matchs amicaux | Total | Total | Total |
| Saison                | Sélection             | Compétition           | M              | B              | Pd             | M             | B             | Pd            | M              | B              | Pd             | M     | B     | Pd    |
| --------------------- | --------------------- | --------------------- | -------------- | -------------- | -------------- | ------------- | ------------- | ------------- | -------------- | -------------- | -------------- | ----- | ----- | ----- |
| 2021-2022             | Bénin                 | -                     | -              | -              | -              | 2             | 0             | 1             | 3              | 2              | 0              | 5     | 2     | 1     |
| 2022-2023             | Bénin                 | -                     | -              | -              | -              | 3             | 0             | 0             | 2              | 1              | 0              | 5     | 1     | 0     |
| 2023-2024             | Bénin                 | -                     | -              | -              | -              | 2             | 0             | 0             | 2              | 0              | 0              | 4     | 0     | 0     |
| 2024-2025             | Bénin                 | -                     | -              | -              | -              | 4             | 0             | 0             | -              | -              | -              | 4     | 0     | 0     |
| Total sur la carrière | Total sur la carrière | Total sur la carrière | -              | -              | -              | 11            | 0             | 1             | 7              | 3              | 0              | 18    | 3     | 1     |

### Liste des matchs internationaux
| Matchs internationaux de Aiyegun Tosin | Matchs internationaux de Aiyegun Tosin | Matchs internationaux de Aiyegun Tosin                    | Matchs internationaux de Aiyegun Tosin | Matchs internationaux de Aiyegun Tosin | Matchs internationaux de Aiyegun Tosin  | Matchs internationaux de Aiyegun Tosin                        |
|                                        | Date                                   | Lieu                                                      | Adversaire                             | Résultats                              | Compétitions                            | Notes                                                         |
| -------------------------------------- | -------------------------------------- | --------------------------------------------------------- | -------------------------------------- | -------------------------------------- | --------------------------------------- | ------------------------------------------------------------- |
| 1.                                     | 24 mars 2022                           | Complexe sportif Mardan, Aksu, Turquie                    | Liberia                                | 0 - 4                                  | Match amical                            | Titulaire.                                                    |
| 2.                                     | 27 mars 2022                           | Complexe sportif Mardan, Aksu, Turquie                    | Zambie                                 | 1 - 2                                  | Match amical                            | Rentre en jeu à la 64e minute à la place de Jodel Dossou.     |
| 3.                                     | 29 mars 2022                           | Complexe sportif Mardan, Aksu, Turquie                    | Togo                                   | 1 - 1                                  | Match amical                            | Titulaire.                                                    |
| 4.                                     | 4 juin 2022                            | Stade Abdoulaye-Wade, Diamniadio, Sénégal                 | Sénégal                                | 3 - 1                                  | Éliminatoires de la CAN 2023            | Titulaire.                                                    |
| 5.                                     | 8 juin 2022                            | Stade de l'Amitié Général Mathieu Kérékou, Cotonou, Bénin | Mozambique                             | 0 - 1                                  | Éliminatoires de la CAN 2023            | Titulaire.                                                    |
| 6.                                     | 24 septembre 2022                      | Stade Bachir, Mohammédia, Maroc                           | Mauritanie                             | 1 - 0                                  | Match amical                            | Titulaire.                                                    |
| 7.                                     | 27 septembre 2022                      | Stade Bachir, Mohammédia, Maroc                           | Madagascar                             | 3 - 1                                  | Match amical                            | Titulaire.                                                    |
| 8.                                     | 22 mars 2023                           | Stade de l'Amitié Général Mathieu Kérékou, Cotonou, Bénin | Rwanda                                 | 1 - 1                                  | Éliminatoires de la CAN 2023            | Titulaire.                                                    |
| 9.                                     | 29 mars 2023                           | Kigali Pelé Stadium, Kigali, Rwanda                       | Rwanda                                 | 0 - 3                                  | Éliminatoires de la CAN 2023            | Titulaire et remplacé par Steve Mounié à la 73e minute.       |
| 10.                                    | 17 juin 2023                           | Stade de l'Amitié Général Mathieu Kérékou, Cotonou, Bénin | Sénégal                                | 1 - 1                                  | Éliminatoires de la CAN 2023            | Titulaire.                                                    |
| 11.                                    | 14 octobre 2023                        | Stade Bachir, Mohammédia, Maroc                           | Sierra Leone                           | 1 - 1                                  | Match amical                            | Rentre en jeu à la 78e minute à la place de Jodel Dossou.     |
| 12.                                    | 17 octobre 2023                        | Stade Bachir, Mohammédia, Maroc                           | Madagascar                             | 2 - 1                                  | Match amical                            | Titulaire.                                                    |
| 13.                                    | 6 juin 2024                            | Stade Félix-Houphouët-Boigny, Abidjan, Côte d'Ivoire      | Rwanda                                 | 1 - 0                                  | Éliminatoires de la Coupe du monde 2026 | Rentre en jeu à la 70e minute à la place de Jodel Dossou.     |
| 14.                                    | 10 juin 2024                           | Stade Félix-Houphouët-Boigny, Abidjan, Côte d'Ivoire      | Nigeria                                | 2 - 1                                  | Éliminatoires de la Coupe du monde 2026 | Rentre en jeu à la 44e minute à la place de Jodel Dossou.     |
| 15.                                    | 7 septembre 2024                       | Godswill Akpabio International Stadium, Uyo, Nigeria      | Nigeria                                | 3 - 0                                  | Éliminatoires de la CAN 2025            | Titulaire et remplacé par Andréas Hountondji à la 78e minute. |
| 16.                                    | 10 septembre 2024                      | Stade Félix-Houphouët-Boigny, Abidjan, Côte d'Ivoire      | Libye                                  | 2 - 1                                  | Éliminatoires de la CAN 2025            | Rentre en jeu à la 77e minute à la place de Jodel Dossou.     |
| 17.                                    | 14 novembre 2024                       | Stade Félix-Houphouët-Boigny, Abidjan, Côte d'Ivoire      | Nigeria                                | 1 - 1                                  | Éliminatoires de la CAN 2025            | Titulaire et remplacé par Andréas Hountondji à la 82e minute. |
| 18.                                    | 18 novembre 2024                       | Stade international de Tripoli, Tripoli, Libye            | Libye                                  | 0 - 0                                  | Éliminatoires de la CAN 2025            | Titulaire.                                                    |

### Buts internationaux
| Buts internationaux de Aiyegun Tosin | Buts internationaux de Aiyegun Tosin | Buts internationaux de Aiyegun Tosin   | Buts internationaux de Aiyegun Tosin | Buts internationaux de Aiyegun Tosin | Buts internationaux de Aiyegun Tosin | Buts internationaux de Aiyegun Tosin |
|                                      | Date                                 | Lieu                                   | Adversaire                           | Score                                | Résultats                            | Compétitions                         |
| ------------------------------------ | ------------------------------------ | -------------------------------------- | ------------------------------------ | ------------------------------------ | ------------------------------------ | ------------------------------------ |
| 1                                    | 24 mars 2022                         | Complexe sportif Mardan, Aksu, Turquie | Liberia                              | 0 - 2                                | 0 - 4                                | Match amical                         |
| 2                                    | 27 mars 2022                         | Complexe sportif Mardan, Aksu, Turquie | Zambie                               | 1 - 2                                | 1 - 2                                | Match amical                         |
| 3                                    | 27 septembre 2022                    | Stade Bachir, Mohammédia, Maroc        | Madagascar                           | 1 - 1                                | 3 - 1                                | Match amical                         |

## Palmarès
| FK Ventspils (1)                                                  | FC Zurich (1)                                    | FC Lorient (1)                    | Ghana -20 ans (1)                                       |
| ----------------------------------------------------------------- | ------------------------------------------------ | --------------------------------- | ------------------------------------------------------- |
| - Coupe de Lettonie (1) : - Vainqueur : 2017. - Finaliste : 2018. | - Championnat de Suisse (1) : - Champion : 2022. | - Ligue 2 (1) : - Champion : 2025 | - Coupe d'Afrique des nations (1) : - Vainqueur : 2021. |